# Peabody Hotel
El Peabody Memphis es un hotel histórico de lujo en el centro de Memphis, Tennessee, inaugurado en 1925. El hotel es conocido por los "patos de Peabody" que viven en la azotea del hotel y hacen caminatas diarias al vestíbulo. El Peabody es miembro de Historic Hotels of America, un programa del National Trust for Historic Preservation.

## Historia

### Primer Hotel Peabody

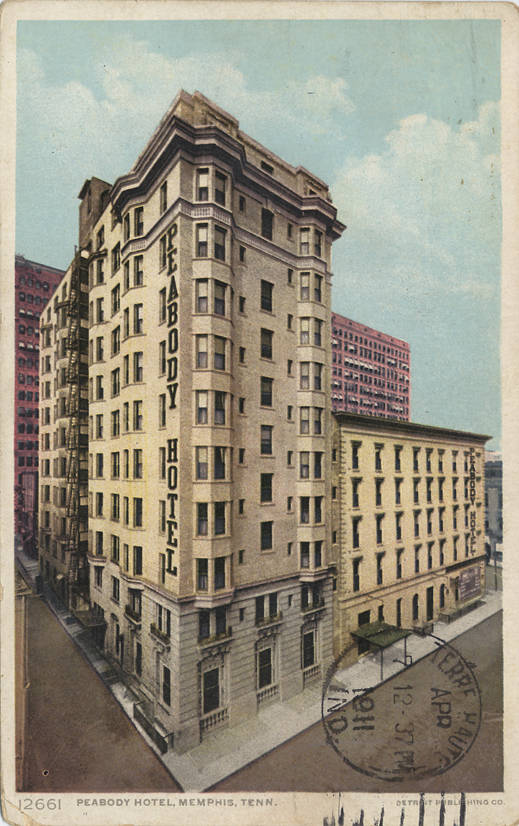
El primer hotel Peabody, alrededor de 1898

El hotel Peabody original fue construido en 1869 en la esquina de las calles Main y Monroe por Robert Campbell Brinkley, quien lo nombró en honor a su amigo, el recientemente fallecido George Peabody, por sus contribuciones al Sur. El hotel fue un gran éxito y Brinkley se lo dio a su hija Anna Overton Brinkley y su esposo Robert B. Snowden como regalo de bodas poco después de su apertura. El hotel contaba con 75 habitaciones, con baño privado, y numerosas elegantes salas públicas.
Entre sus invitados estaban los presidentes Andrew Johnson y William McKinley y los generales confederados Robert E. Lee y Nathan Bedford Forrest. Jefferson Davis, el expresidente de la Confederación, vivió allí en 1870 cuando trabajaba como presidente de una compañía de seguros. El hotel cerró en 1923 en preparación para mudarse a una cuadra de distancia. El edificio fue demolido y allí se construyeron los grandes almacenes Lowenstein.

### Hotel Peabody actual

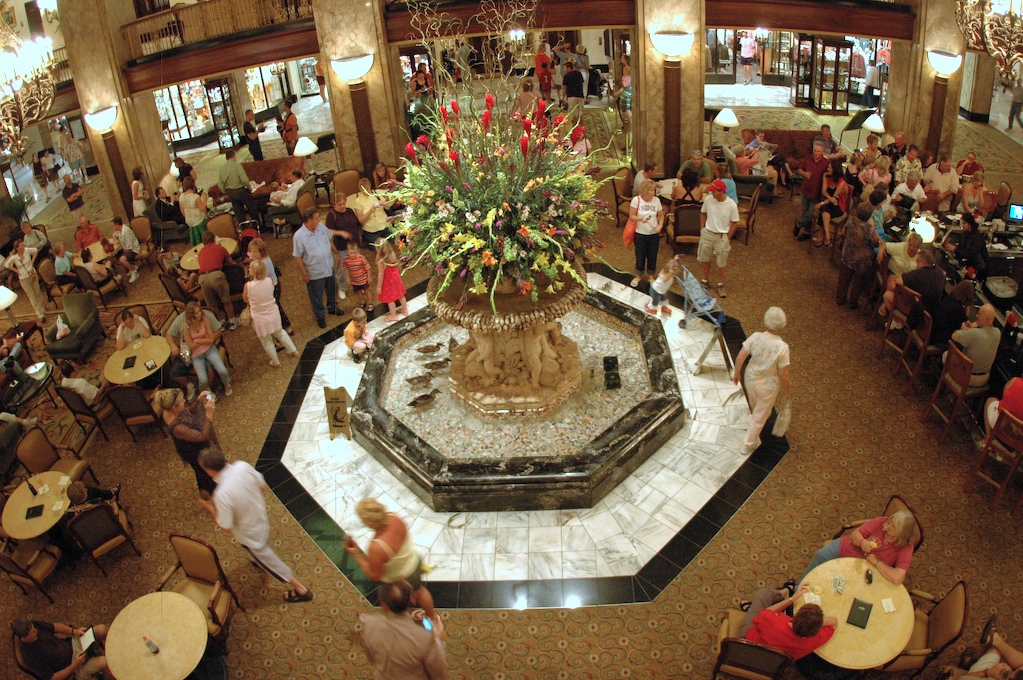
Vestíbulo del hotel Peabody, 2006

El edificio actual del hotel Peabody, en Union Avenue, es una estructura renacentista italiana diseñada por el destacado arquitecto de Chicago Walter W. Ahlschlager. La construcción comenzó menos de un mes después del cierre del antiguo hotel. El nuevo hotel se construyó en el sitio anterior del Hotel Fransioli, una estructura que parecía casi idéntica al Hotel Peabody original. El nuevo hotel abrió sus puertas el 1 de septiembre de 1925.
Antes de mediados de la década de 1960, las bebidas alcohólicas se vendían en Tennessee solo en botellas selladas en licorerías autorizadas. Un cliente podría traer una botella adquirida en otro lugar al bar del hotel, The Creel, donde el cantinero la etiquetaría y prepararía bebidas a pedido del cliente.
El hotel fue vendido a Alsonett Hotel Group en 1953. Profundamente endeudado a principios de la década de 1960, quebró en 1965 y se vendió en una subasta de ejecución hipotecaria a los hoteles Sheraton, convirtiéndose en el hotel Sheraton-Peabody.
A medida que el centro de Memphis decaía a principios de la década de 1970, el hotel sufrió financieramente y el Sheraton-Peabody cerró en diciembre de 1973. Un grupo de inversión de Alabama compró el hotel en 1974 y lo reabrió brevemente con su nombre original, pero se declaró en bancarrota el 1 de abril de 1975 y volvió a cerrar. Isadore Edwin Hanover compró el hotel del condado el 31 de julio de 1975 por $400,000 y se lo vendió a su yerno, Jack A. Belz, por la misma cantidad. Belz pasó los siguientes años y $25 millones renovando la estructura emblemática. La gran reapertura en 1981 es ampliamente considerada como un importante catalizador para la revitalización continua del área del centro de Memphis.Hotel Peabody actual
El Hotel Peabody está incluido en el Registro Nacional de Lugares Históricos.

## Grupo hotelero Peabody
El Peabody Hotel Group (PHG) operó dos propiedades adicionales bajo el nombre de Peabody durante muchos años.Hotel Peabody actual
El Peabody Orlando, cerca de Orlando, Florida, abrió sus puertas en 1986 como el segundo hotel Peabody. Se vendió el 28 de agosto de 2013 y pasó a llamarse Hyatt Regency Orlando el 1 de octubre de 2013.
PHG operó un tercer hotel en Little Rock, Arkansas a partir de 2002, cuando asumieron la administración del antiguo Hotel Excelsior. El hotel pasó a llamarse The Peabody Little Rock y operó con ese nombre hasta 2013, cuando se convirtió en un Marriott. 
PHG también operó propiedades durante varios años bajo el nombre de Hilton en Greenville, Carolina del Sur y Little Rock, Arkansas.
A partir de 2021, se planea una nueva propiedad, The Peabody Roanoke, para la ciudad de Roanoke, Texas. La construcción está programada para comenzar en marzo de 2022, luego de una interrupción de un año debido a la pandemia de COVID-19.

## Patos Peabody
Es muy conocido por una costumbre que data de la década de 1930. El Gerente General de la época, Frank Schutt, acababa de regresar de un viaje de caza de fin de semana en Arkansas. Él y sus amigos encontraron divertido dejar tres de sus patos ingleses vivos en la fuente del hotel. A los invitados les encantó la idea y, desde entonces, cinco patos reales (un pato y cuatro gallinas) juegan en la fuente todos los días.

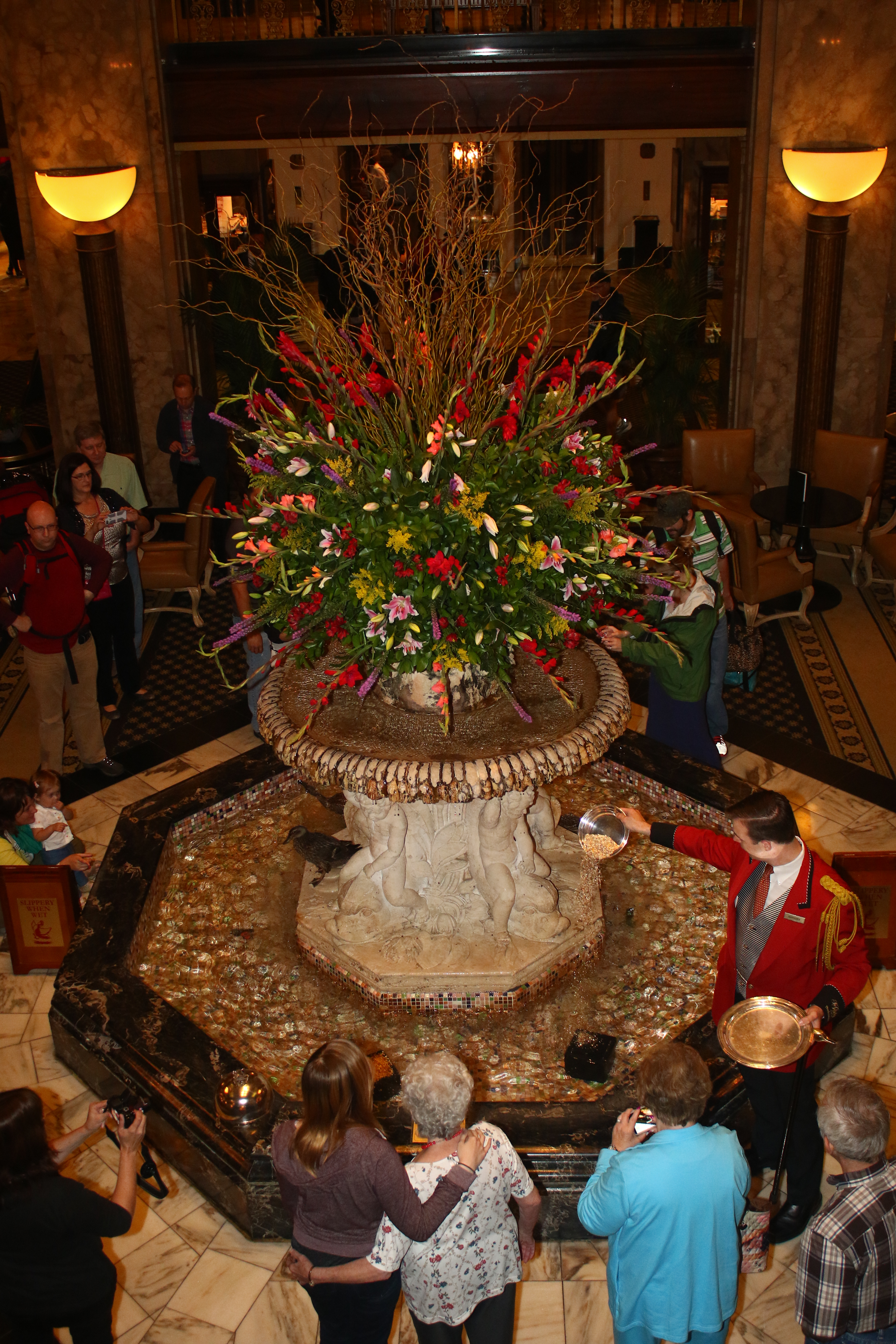
Duckmaster dando de comer a los patos

En 1940, un botones llamado Edward Pembroke se ofreció como voluntario para cuidar de los patos. A Pembroke se le asignó el cargo de "Duckmaster" y ocupó ese cargo hasta 1991. Como exentrenador de animales de circo, enseñó a los patos a marchar hacia el vestíbulo del hotel, lo que dio inicio a la famosa Marcha del Pato Peabody. Todos los días a las 11:00 a. m., los Peabody Ducks son escoltados desde su ático, en la azotea, hasta el vestíbulo a través de un ascensor. Los patos, acompañados por la Marcha del Rey Algodón de John Philip Sousa, avanzan a través de una alfombra roja hasta la fuente del hotel, hecha de un bloque sólido de mármol travertino italiano. Luego, los patos son conducidos ceremoniosamente de regreso a su ático a las 5:00 tarde
A lo largo de los años, The Peabody Ducks ha ganado el estatus de celebridad con apariciones en televisión (junto con su Duckmaster) en The Tonight Show Starring Johnny Carson, Sesame Street, la comedia de situación Coach y The Oprah Winfrey Show. También han aparecido en la revista People.

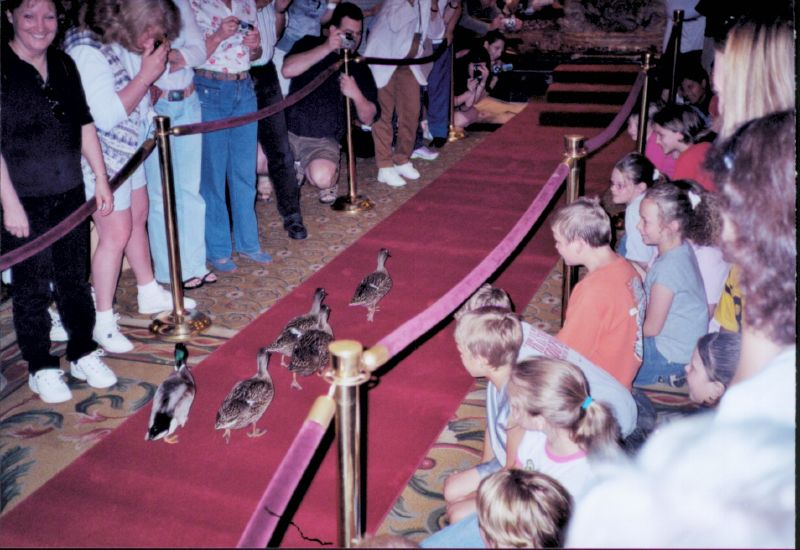
Patos marchando a la fuente

El puesto de "Duckmaster" en el Peabody Memphis es el único puesto de este tipo en el mundo. Celebridades también han asumido el papel de Duckmaster honorario de vez en cuando, incluidos Zane Lamprey, Paula Deen, Joan Collins, Molly Ringwald, Kevin Bacon, Gerry Tidd, Peter Frampton, Emeril Lagasse, Patrick Swayze, la reina Noor de Jordania, Oprah Winfrey, Stephen. Fry, Rudolph van Veen, Gayle King, Roy Williams, Bill Pierce, Shannon The Dude, Matt Jones, Drew Franklin y Ryan Lemond, y por Rhett y Link de Good Mythical Morning.
La costumbre de tener patos en la fuente del vestíbulo puede remontarse incluso a la década de 1930. Una postal anterior a 1915 destaca a los patos jugando en la fuente, y una fuente afirma que la costumbre se remonta a la apertura del hotel en 1869.
Sin embargo, el propio Peabody afirma que la tradición del pato comenzó en 1933, ya que el 3 de diciembre de 2008 inauguraron un nuevo "Duck Palace" ubicado en la azotea, para el 75 aniversario de la tradición del pato. El recinto de 24 por 12 pies cuenta con pisos de granito, ventiladores de techo, una réplica a escala del hotel, una fuente decorada con un par de patos de bronce y una gran ventana para que los huéspedes los vean en su nuevo hogar. La construcción del Duck Palace costó aproximadamente $ 200,000.

## Características de diseño
Las características más reconocibles del Peabody Hotel son los grandes letreros de neón rojo "The Peabody" en lo alto del Skyway Ballroom y el hueco central del ascensor.
El último piso, Skyway and Rooftop, ofrece vistas de los rascacielos de Memphis que lo rodean. La azotea se utiliza a menudo como espacio para bandas y otros actos musicales, especialmente durante las "fiestas en la azotea" de los jueves por la noche en los meses de verano.
En los ascensores, se debe presionar "S" para acceder al último piso. Si este piso estuviera numerado, uno presionaría "13" para llegar a él, pero debido a las supersticiones con respecto al número trece, la gerencia decidió llamar al piso superior "Skyway".

## Música, radio y televisión.
Louis Armstrong y su orquesta actuaron en el hotel Peabody en octubre de 1931. En particular, dedicó la canción "I'll Be Glad When You're Dead You Rascal You" al Departamento de Policía de Memphis como resultado de su arresto la noche anterior por sentarse junto a la esposa blanca de su gerente en un autobús chárter.
Los estudios de la estación de radio WREC y más tarde su spin-off de televisión WREC-TV (ahora WREG) estuvieron ubicados durante muchos años en el sótano del hotel. Durante la era de las Big Band, Skyway era un local nocturno popular, y el salón de baile era uno de los pocos sitios en Estados Unidos desde los que la cadena de radio CBS transmitía programas semanales en vivo. Los cabezas de cartel habituales incluyeron a Tommy Dorsey y las Andrews Sisters.

## Disposición del piso

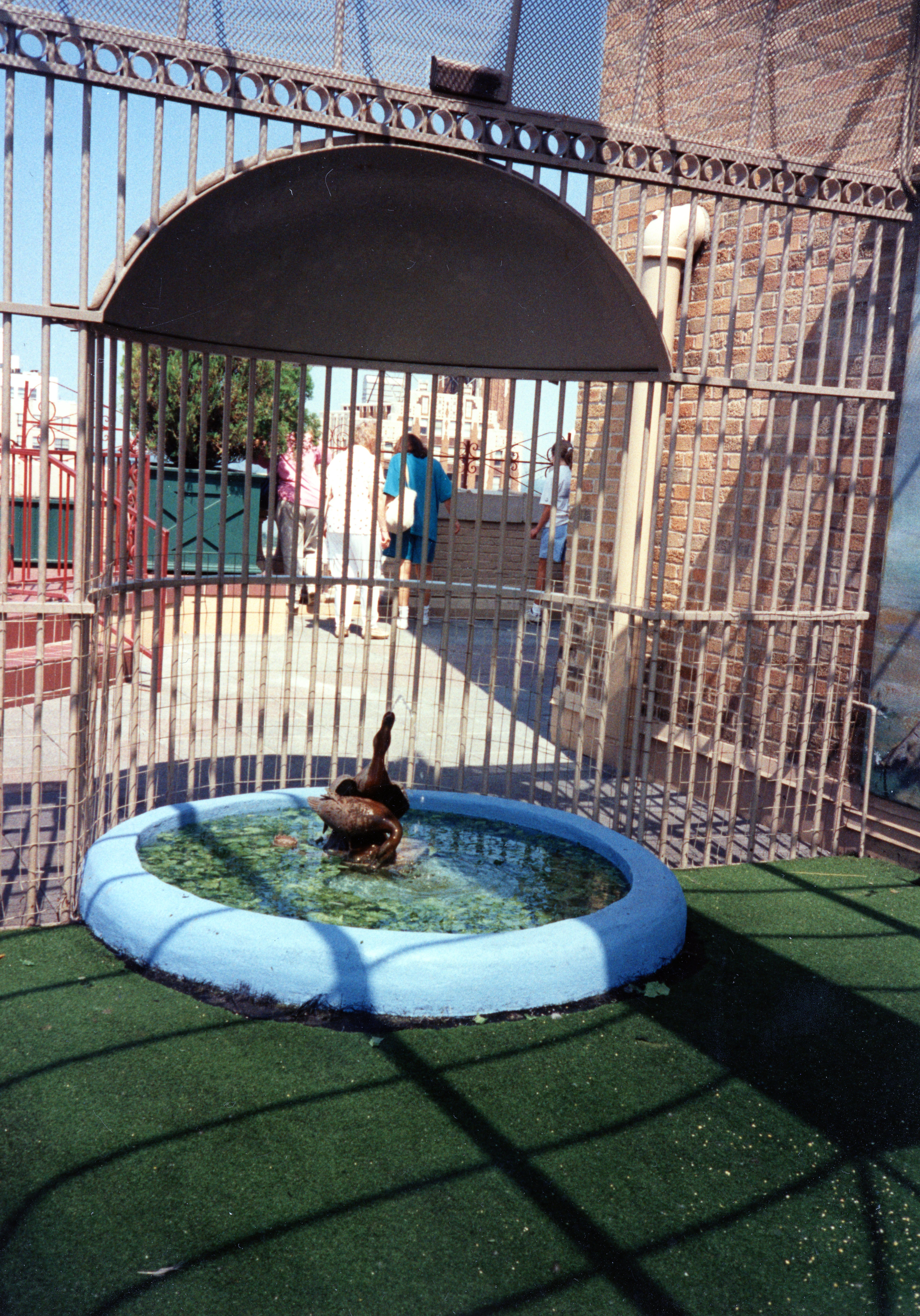
Piscina del Palacio de los Patos de Peabody

13 (S) – The Rooftop, Duck Palace, The Skyway Ballroom
12 – The Peabody Club, The Presidential Suite, Habitaciones Club Level
11 – Habitaciones Estándar, Junior Suites, Romeo y Julieta Suites
10 – Habitaciones estándar, suites junior, suite Edward Pembroke
09 a 08 – Habitaciones estándar
07 – Habitaciones estándar, WC Handy Suite
06 a 04 – Habitaciones estándar
03 – El Centro de Conferencias Ejecutivas de Peabody
02 (M) – Entrepiso, Gran salón de baile Peabody, Salón veneciano, Salón de baile continental, Salón Luis XVI, Salón del bosque, Salón Hernando DeSoto, Salón de exposiciones Tennessee, Salón de recuerdos de Peabody, Francis Scott Key Piano, cocinas de hotel, oficinas para banquetesHotel Peabody actual
01 (L) – The Grand Lobby, Chez Philippe, Cappriccio Grill, The Lobby Bar, Lansky Brothers, The Corner Bar, Peabody Deli and Desserts, The Grand Galleria of Shops, registro de invitados, valet, conserje, botones
LL: nivel inferior (sótano), oficinas administrativas, spa y salón de belleza Feather's Day, club deportivo Peabody, lustrador de calzado, piscina del hotel
En un momento, Northwest Airlines tenía una oficina de boletos en el Peabody Hotel Arcade. Hotel Peabody actual